# Rutilus frisii
El rutilo del mar Negro (Rutilus frisii) es una especie de peces de la familia de los Cyprinidae en el orden de los Cypriniformes.

## Morfología
Los machos pueden llegar alcanzar los 70 cm de longitud total.

## Hábitat
Es un pez de agua dulce.

## Distribución geográfica
Se encuentra en los ríos que desembocan en el mar Negro y mar de Azov. Se distribuye por Azerbaiyán, Bulgaria, Irán, Kazajistán, Rusia, Turquía, Turkmenistán y Ucrania. Se considera extinguido en Bielorrusia y Moldavia